# Dekanat iwantiejewski
Dekanat iwantiejewski – jeden z 48 dekanatów eparchii moskiewskiej obwodowej Rosyjskiego Kościoła Prawosławnego. Obejmuje cerkwie położone w rejonie puszkińskim obwodu moskiewskiego. Funkcjonują w nim dziesięć cerkwi parafialnych miejskich, dziewięć cerkwi parafialnych wiejskich, dwanaście cerkwi filialnych, cerkiew domowa, cerkiew szpitalna, dwie cerkwie-baptystria, i pięć kaplic.
Funkcję dziekana pełni protojerej Iwan Monarszek.

## Cerkwie w dekanacie[1]
- Cerkiew św. Eliasza w Barkowie

Cerkiew Ikony Matki Bożej „Poszukiwanie Zaginionych” w Barkowie
- Cerkiew św. Sergiusza z Radoneża w Błagowie
- Cerkiew Wprowadzenia Matki Bożej do Świątyni w Zwierosowchozie
- Cerkiew Smoleńskiej Ikony Matki Bożej w Iwantiejewce

Cerkiew św. Łukasza (Wojno-Jasienieckiego) w Iwantiejewce
Cerkiew Ikony Matki Bożej „Wszystkich Strapionych Radość” w Iwantiejewce
Cerkiew-baptysterium św. Jana Chrzciciela w Iwantiejewce
Kaplica Świętych Wiery, Nadziei, Luby i matki ich Zofii w Iwantiejewce
- Cerkiew św. Jerzego w Iwantiejewce
- Cerkiew św. Sergiusza z Radoneża w Komiaginie

Cerkiew Ikony Matki Bożej „Życiodajne Źródło” w Komiaginie
- Cerkiew Trójcy Świętej w Korolowie

Cerkiew Nowomęczenników i Wyznawców Rosyjskich w Korolowie
Cerkiew św. Sergiusza z Radoneża w Korolowie
Cerkiew-baptysterium św. Sergiusza z Radoneża w Korolowie
- Cerkiew św. Wielkiej Księżnej Elżbiety w Korolowie
- Cerkiew Świętych Kosmy i Damiana w Korolowie

Cerkiew św. Serafina z Sarowa w Korolowie
Cerkiew św. Mikołaja w Korolowie
Cerkiew Przemienienia Pańskiego w Korolowie
Kaplica św. Pantelejmona w Korolowie
- Cerkiew św. Włodzimierza (Bogojawleńskiego) w Korolowie

Cerkiew domowa św. Wielkiej Księżnej Elżbiety w Korolowie
Kaplica św. Aleksandra Newskiego w Korolowie
Kaplica św. Matrony Moskiewskiej w Korolowie
- Cerkiew Narodzenia Matki Bożej w Korolowie
- Cerkiew św. Aleksandra Newskiego w Krasnoarmiejsku

Cerkiew szpitalna Ikony Matki Bożej „Uzdrowicielka” w Krasnoarmiejsku
Kaplica Ikony Matki Bożej „Poszukiwanie Zaginionych” w Krasnoarmiejsku
- Cerkiew Wniebowstąpienia Pańskiego w Krasnoarmiejsku
- Cerkiew Ikony Matki Bożej „Niewyczerpany Kielich” w Lesnych Polanach
- Cerkiew Opieki Matki Bożej w Lubimowce

Cerkiew św. Matrony Moskiewskiej w Lubimowce
- Cerkiew św. Mikołaja w Muromcewie
- Cerkiew Wszystkich Świętych Ziemi Rosyjskiej w Sofrinie
- Cerkiew św. Mikołaja w Cariewie

Cerkiew Opieki Matki Bożej w Cariewie
- Cerkiew św. Serafina z Sarowa w Jubilejnym

Cerkiew Nowomęczenników i Wyznawców Rosyjskich w Jubilejnym